# 福律水口大伯公廟
福律水口大伯公廟（印尼語：Vihara Tri Dharma Bumi Raya Kulor），是位於印尼西加里曼丹省山口洋市的一座福德祠，主要奉祀福德正神，為山口洋市最古老的廟宇之一。經過了幾年裝修，該廟剛於2022年10月3日落成，山口洋市長蔡翠媚親自為福律水口大伯公廟揭幕。